# Martin Theophil Polak

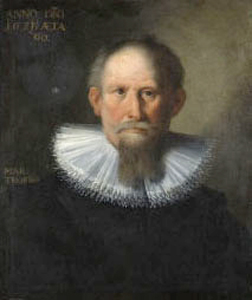
Martin Theophil Polak: Selbstbildnis, Tiroler Landesmuseum Ferdinandeum (1631)

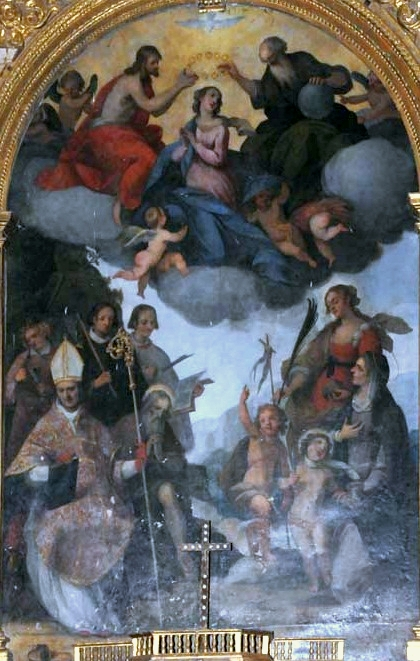
Krönung Mariens, Altarbild in St. Vigil, Spormaggiore (1614)

Martin Theophil Polak, eigentlich Marcin Teofilowicz (* um 1570 in Polen; † 25. Jänner 1639 in Brixen) war ein aus Polen stammender Maler des Frühbarock, der vorwiegend in der Grafschaft Tirol und im Fürstbistum Trient tätig war.

## Leben
Über die frühen Jahre Polaks ist sehr wenig bekannt. Möglicherweise stammte er aus Lemberg. Jedenfalls war er 1595 in Krakau Schüler von Martin Kober und danach in Prag tätig. Er kam 1597 mit Erzherzog Maximilian dem Deutschmeister nach Innsbruck. Ab etwa 1600 war Polak für über 20 Jahre im Fürstbistum Trient ansässig. Er wirkte seit 1608 als Hofmaler des Kardinals und Fürstbischofs Carlo Gaudenzio Madruzzo in Trient. Mehrere Reisen führten Polak 1610–1614 nach Oberitalien. Von 1615 bis 1620 malte er im Auftrag des Fürstbischofs die Inviolata-Kirche in Riva del Garda aus. Anschließend reiste er zwischen 1620 und 1622 nach Bologna, Florenz und Venedig, wo ihn vor allem die Kunst Antonio da Correggios inspirierte. 1626 wurde er Hofmaler von Leopold V. in Innsbruck. Als 1636 die Residenz Ruhelust abbrannte, wurde auch das Atelier des Künstlers samt seinem Besitz und seinen Bildern vernichtet. 1637 ging er daher nach Brixen, wo er in die Dienste des Fürstbischofs Wilhelm von Welsperg trat. Hier gründete er vor seinem Tode mehrere Stiftungen für die „lernbegierige Jugend“. Er wurde in der Kollegiatkirche in Brixen beigesetzt.

## Werk
Martin Theophil Polak schuf neben Porträts zahlreiche religiöse Darstellungen, vor allem Altarbilder und Fresken für Kirchen in der Grafschaft Tirol und im Fürstbistum Trient. Er war dort Hauptvertreter des Frühbarock.
- Selbstbildnis, Tiroler Landesmuseum Ferdinandeum, Innsbruck (um 1590)
- Krönung Mariens, Pfarrkirche St. Vigil, Spormaggiore (1614)
- Krönung Mariens, Kuppelbild in der Inviolata-Kirche in Riva del Garda (1615–1620)
- Hochaltarblatt und Kreuzigungsbild, Pfarrkirche in Mülln (1623)
- Medaillonbilder, Marienkapelle neben der Hofkirche, Innsbruck (1627)
- Kuppelfresko, Jesuitenkirche, Innsbruck (1627; nicht erhalten)
- Hoch- und Seitenaltarbild, Servitenkirche, Innsbruck (1628)
- Zwei Seitenaltarbilder, Kapuzinerkirche, Innsbruck (um 1630)
- Selbstbildnis, Tiroler Landesmuseum Ferdinandeum, Innsbruck (1631)
- Hochaltarbild, Frauenkirche, Brixen (1638)
- Seitenaltarbilder, Pfarrkirche St. Michael, Brixen (1638)